# Mendon, Missouri
Mendon är en ort i Chariton County i Missouri. Orten har fått sitt namn efter Mendon i Illinois. Mendon planlades 1871 av Christopher Shupe.